# Auguste Durand
Marie-Auguste Massacrié-Durand (París, 18 de juliol de 1830 - idm. 31 de maig de 1909) fou un compositor i editor musical francès.
Estudià en el Conservatori de la seva ciutat natal, fou organista de diverses esglésies de la mateixa capital de França i el 1870 s'associà a Louis Schönewerk per adquirir la casa de Flaxland, i així fundar l'editorial Durand-Schönewerk C&A, editant les obres de Bizet, Lalo, Saint-Saëns, Franck, Massenet, Debussy i d'altres compositors francesos, com també les de Wagner i Schumann.
Va tenir diversos alumnes entre ells el canadenc Gustave Gagnon.